# Personality Identification Playing Cards

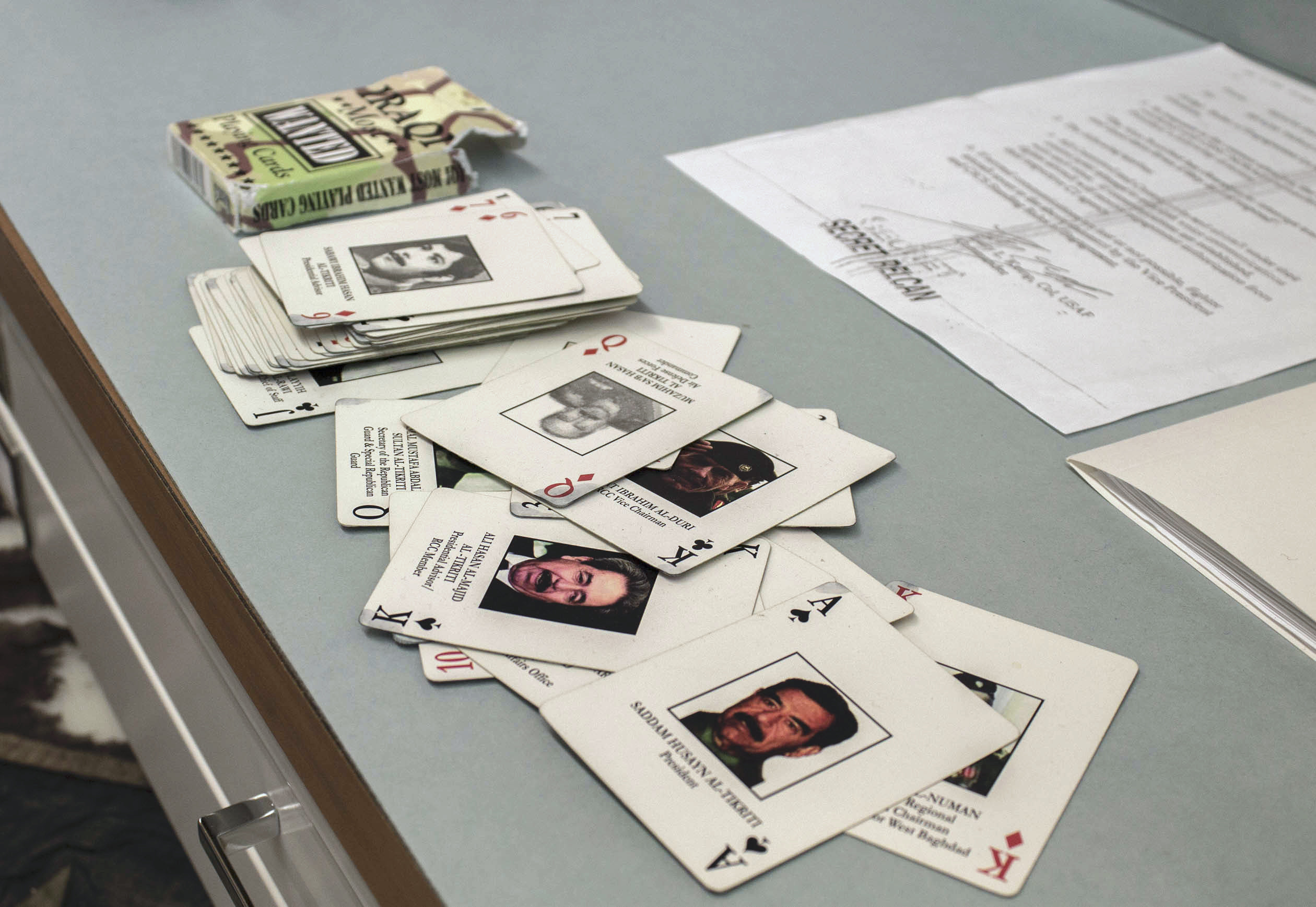
Personality Identification Playing Cards bzw. Most-wanted Iraqi playing cards, Jackson Barracks Military Museum

Personality Identification Playing Cards sind ein Kartenspiel, auf dessen Spielkarten die 52 meistgesuchten Personen im Irak des Jahres 2003 dargestellt werden.
Nach der Besetzung des Irak durch eine von den USA geführte Koalition veröffentlichte die Regierung der Vereinigten Staaten im April 2003 eine „Liste der meistgesuchten Personen im Irak“ (zu engl.: Coalition’s Most Wanted List), auf der 55 Mitglieder der entmachteten irakischen Regierung und der Leitung der Baath-Partei aufgeführt wurden.
Diese Liste wurde als Kartenspiel umgesetzt und an die amerikanischen Truppen im Irak verteilt. Von dieser Maßnahme versprach sich die US-Regierung Hinweise, die zur Gefangennahme der Regierungsmitglieder führen könnten.
Neben den gesuchten Einzelpersonen gab es noch zwei Joker, auf denen sich jeweils eine Liste mit arabischen Titeln bzw. den Rängen des irakischen Militärs befand.
Bis auf neun Personen waren bis 2007 alle gefasst bzw. getötet worden oder verstorben.

## Die 55 auf den Spielkarten abgebildeten Personen
| Nr. | Karte    | Name                                            | Titel                                                                                         | Status |
| --- | -------- | ----------------------------------------------- | --------------------------------------------------------------------------------------------- | --- |
| 1.  | ♠ Ass    | Saddam Hussein                                  | Präsident des Irak, Oberbefehlshaber der Streitkräfte                                         | festgenommen am 13. Dezember 2003, hingerichtet am 30. Dezember 2006 |
| 2.  | ♣ Ass    | Qusai Hussein                                   | Leiter der Sicherheitspolizei und der Republikanischen Garden                                 | getötet am 22. Juli 2003 |
| 3.  | ♥ Ass    | Udai Hussein                                    | Chef der Miliz Fida′iyyi Saddam                                                               | getötet am 22. Juli 2003 |
| 4.  | ♦ Ass    | Abid Hamid Mahmud at-Tikriti                    | Staatsminister                                                                                | festgenommen am 16. Juni 2003, hingerichtet am 7. Juni 2012 |
| 5.  | ♠ König  | Ali Hasan al-Madschid                           | Präsidentenberater, ehemaliger Kommandant der Südregion                                       | Festnahme bestätigt am 21. August 2003, zuvor ging man von seinem Tod am 5. April 2003 aus; am 24. Juni 2007, 2. Dezember 2008, 2. März 2009 und am 17. Januar 2010 zum Tode verurteilt, hingerichtet am 25. Januar 2010                                     |
| 6.  | ♣ König  | Izzat Ibrahim ad-Duri                           | Vize-Vorsitzender des „Revolutionären Kommandorats“, Kommandant Nordregion                    | mehrfach als tot gemeldet, war er dennoch weiterhin provisorischer Führer einer im Untergrund neuorganisierten Baath-Partei; verstorben im Oktober 2020 |
| 7.  | ♥ König  | Hani Abd al-Latif Talfah at-Tikriti             | Direktor der Speziellen Sicherheitsorganisation                                               | festgenommen am 21. Juni 2004 |
| 8.  | ♦ König  | Aziz Salih Numan                                | Regionalkommandant und Milizkommandant der Baʿth-Partei                                       | festgenommen am 22. Mai 2003 |
| 9.  | ♠ Dame   | Muhammad Hamza al-Zubaidi                       | Premierminister 1991–93, zuletzt Vizepremier und Regionalkommandant Zentral-Euphrat           | festgenommen am 20. April 2003, verstorben am 2. Dezember 2005 |
| 10. | ♣ Dame   | Kamal Mustafa Abdallah Sultan at-Tikriti        | Generalsekretär der Republikanischen Garde                                                    | festgenommen am 17. Mai 2003 |
| 11. | ♥ Dame   | Barzan Abd al-Ghafur Sulaiman at-Tikriti        | Kommandant der Republikanischen Spezialgarde                                                  | festgenommen am 23. Juli 2003 |
| 12. | ♦ Dame   | Muzahim Saab Hassan at-Tikriti                  | Kommandeur der Luftabwehr                                                                     | festgenommen am 23. April 2003 |
| 13. | ♠ Bube   | Ibrahim Ahmad Abd as-Sattar Muhammad at-Tikriti | Stabschef der Streitkräfte                                                                    | festgenommen am 15. Mai 2003 |
| 14. | ♣ Bube   | Saif ad-Din Fulayyih Hassan Taha ar-Rawi        | Stabschef der Republikanischen Garde                                                          | |
| 15. | ♥ Bube   | Rafi Abd al-Latif at-Talfah                     | Direktor der Staatssicherheit                                                                 | |
| 16. | ♦ Bube   | Tahir Dschalil Habbusch at-Tikriti              | Direktor des irakischen Geheimdienstes                                                        | |
| 17. | ♠ zehn   | Hamid Radscha Salah at-Tikriti                  | Befehlshaber der Luftstreitkräfte                                                             | festgenommen am 14. Juni 2003 |
| 18. | ♣ zehn   | Latif Nusayyif al-Dschasim ad-Dulaymi           | Beigeordneter im Vorstand der Baath-Partei                                                    | festgenommen am 9. Juni 2003 |
| 19. | ♥ zehn   | Abd at-Tawab Mulla Huwaisch                     | Direktor der Organisation für militärische Industrialisierung                                 | festgenommen am 2. Mai 2003 |
| 20. | ♦ zehn   | Taha Yassin Ramadan                             | Vizepräsident                                                                                 | festgenommen am 19. August 2003, hingerichtet am 20. März 2007 |
| 21. | ♠ neun   | Rukan Razuki abd al-Ghaful Sulaiman at-Tikriti  | Minister für Stammesangelegenheiten                                                           | getötet im Jahr 2003 |
| 22. | ♣ neun   | Dschamal Mustafa Abdallah Sultan at-Tikriti     | stellvertretender Minister für Stammesangelegenheiten                                         | festgenommen am 20. April 2003, schloss sich der Koalition am 21. April 2003 an |
| 23. | ♥ neun   | Mizban Chidir al-Hadi                           | Mitglied des Revolutionären Kommandorats, Regionalkommando Zentral-Euphrat                    | festgenommen am 9. Juli 2003 |
| 24. | ♦ neun   | Taha Muhi ad-Din Maʿruf                         | Vizepräsident und Mitglied des Revolutionären Kommandorats                                    | festgenommen am 2. Mai 2003, verstorben am 8. August 2009 |
| 25. | ♠ acht   | Tariq Aziz                                      | Stellvertretender Ministerpräsident                                                           | stellte sich am 24. April 2003, am 11. März 2009 zu 15 Jahren Haft, am 2. August 2009 zu weiteren sieben Jahren Haft, am 26. Oktober 2010 zum Tod und am 29. November 2010 nochmals zu zehn Jahren Haft verurteilt, verstorben am 5. Juni 2015 (Herzinfarkt) |
| 26. | ♣ acht   | Walid Hamid Taufiq at-Tikriti                   | Gouverneur des Gouvernements Basra                                                            | stellte sich am 29. April 2003 |
| 27. | ♥ acht   | Sultan Haschim Ahmad at-Tal                     | Irakischer Verteidigungsminister                                                              | stellte sich am 19. September 2003 |
| 28. | ♦ acht   | Hikmat al-Azzawi                                | Stellvertretender Premierminister, Wirtschafts- und Finanzminister                            | festgenommen am 18. April 2003 |
| 29. | ♠ sieben | Mahmud Dhiyab al-Ahmad                          | Irakischer Innenminister                                                                      | stellte sich am 8. August 2003 |
| 30. | ♣ sieben | Ayad Futayyih Chalifa ar-Rawi                   | Al Quds Stabschef                                                                             | festgenommen am 4. Juni 2003 |
| 31. | ♥ sieben | Zuhair Talib Abd as-Sattar al-Naqib             | Direktor des Heeresnachrichtendienstes                                                        | festgenommen am 23. April 2003 |
| 32. | ♦ sieben | Amir Hamudi Hasan as-Sadi                       | Wissenschaftsberater des Präsidenten / Generaldirektor des Nationalen Überwachungsdirektorats | stellte sich am 12. April 2003 |
| 33. | ♠ sechs  | Amir Muhammad Raschid al-Ubaidi                 | Berater des Präsidenten                                                                       | festgenommen am 28. April 2003 |
| 34. | ♣ sechs  | Husam Muhammad al-Yasin                         | Direktor des Nationalen Überwachungsdirektorats                                               | festgenommen am 27. April 2003 |
| 35. | ♥ sechs  | Muhammad Mahdi as-Salih                         | Irakischer Handelsminister                                                                    | festgenommen am 23. April 2003 |
| 36. | ♦ sechs  | Sabawi Ibrahim al-Tikriti                       | Mitglied der Baʿth-Partei, Halbbruder von Saddam Hussein (mütterlicherseits)                  | inhaftiert seit 27. Februar 2005, verstorben am 8. Juli 2013 in Haft |
| 37. | ♠ fünf   | Watban Ibrahim Hasan at-Tikriti                 | Mitglied der Baʿth-Partei, Halbbruder von Saddam Hussein                                      | festgenommen am 13. April 2003 |
| 38. | ♣ fünf   | Barzan Ibrahim Hasan at-Tikriti                 | Mitglied der Baʿth-Partei, Halbbruder von Saddam Hussein                                      | festgenommen am 16. April 2003, hingerichtet am 15. Januar 2007 |
| 39. | ♥ fünf   | Huda Salih Mahdi Ammasch                        | Leiterin der Jugendorganisation der Baʿth-Partei und des Büros für Handelsbeziehungen         | festgenommen am 9. Mai 2003 |
| 40. | ♦ fünf   | Abd al-Baqi Abd al-Karim as-Saʿdun              | Führer der Baʿth-Partei, Kommandeur der Baʿth-Miliz von Bagdad                                | festgenommen im Jahr 2015, verstorben im Jahr 2021 |
| 41. | ♠ vier   | Muhammad Zimam Abd ar-Razzaq as-Sadun           | Führer der Baʿth-Partei, Kommandeur der Baʿth-Miliz der Gouvernements Ta'mim und Ninawa       | festgenommen am 16. Februar 2004 |
| 42. | ♣ vier   | Samir abd al-Aziz al-Nadschm                    | Führer der Baʿth-Partei, Kommandeur der Baʿth-Miliz von Diyal                                 | festgenommen am 17. April 2003 |
| 43. | ♥ vier   | Humam Abd al-Chaliq Abd al-Ghafur               | Minister für Bildung und wissenschaftliche Forschung                                          | festgenommen am 19. April 2003 |
| 44. | ♦ vier   | Yahya Abdallah al-Ubaidi                        | Führer der Baʿth-Partei, Kommandeur der Baʿth-Miliz des Gouvernements Basra                   | getötet im Jahr 2003 |
| 45. | –        | Nayif Schindach Thamir                          | Führer der Baʿth-Partei, Kommandeur der Baʿth-Miliz im Gouvernement Salah ad-Din              | |
| 46. | ♣ drei   | Saif ad-Din al-Maschhadani                      | Baʿth-Regionalvorsitzender al-Muthanna                                                        | festgenommen am 24. Mai 2003 |
| 47. | ♥ drei   | Fadil Mahmud Gharib                             | Führer der Baʿth-Partei, Kommandeur der Baʿth-Miliz von Babil/Kerbela                         | festgenommen am 15. Mai 2003 |
| 48. | ♦ drei   | Muhsin Chadir al-Chafadschi                     | Führer der Baʿth-Partei, Kommandeur der Baʿth-Miliz von Qadisiyya                             | festgenommen am 7. Februar 2004 |
| 49. | ♠ zwei   | Raschid Taan Kazim                              | Führer der Baʿth-Partei, Kommandeur der Baʿth-Miliz von Anbar                                 | |
| 50. | ♣ zwei   | Uglah Abid Siqir al-Qubaisi                     | Führer der Baʿth-Partei, Kommandeur der Baʿth-Miliz von Maisan                                | festgenommen am 20. Mai 2003 |
| 51. | ♥ zwei   | Ghazi Hammud al-Ubaidi                          | Führer der Baʿth-Partei, Kommandeur der Baʿth-Miliz von Wasit                                 | festgenommen am 7. Mai 2003 |
| 52. | ♦ zwei   | Adil Abdallah Mahdi ad-Duri at-Tikriti          | Führer der Baʿth-Partei, Kommandeur der Baʿth-Miliz von Dhi Qar                               | festgenommen am 15. Mai 2003 |
| 53. | –        | Husain al-Awawi                                 | Führer der Baʿth-Partei, Kommandeur der Baʿth-Miliz von Ninawa                                | festgenommen am 9. Juni 2003 |
| 54. | –        | Chamis Sirhan al-Muhammad                       | Führer der Baʿth-Partei, Kommandeur der Baʿth-Miliz von Kerbela                               | festgenommen am 11. Januar 2004 |
| 55. | ♠ drei   | Saad Abd al-Madschid al-Faisal                  | Führer der Baʿth-Partei, Kommandeur der Baʿth-Miliz                                           | festgenommen am 24. Mai 2003 |

Pik ♠ / Kreuz ♣ / Herz ♥ / Karo ♦